# Asian Film Award 2015
Der Asian Film Award 2015 war die bis dato neunte Auflage des Asian Film Award. Die seit 2007 jährlich vergebene Auszeichnung für herausragende Leistungen asiatischer Filmschaffender gehört mittlerweile zu den einflussreichsten Filmpreisen im asiatischen Raum.
Eine 14-köpfige Jury mit Vertretern aus einem repräsentativen Querschnitt der asiatischen Filmindustrie sowie zwei Vertretern aus Europa vergab Preise in 14 Kategorien. Dazu kamen zwei Sonderauszeichnungen.
Die Verleihung fand bis einschließlich 2013 im Rahmen des Hong Kong International Film Festival statt, im Jahr 2014 folgte der Wechsel in die etwa 50 Kilometer westlich von Hongkong gelegene chinesische Sonderverwaltungszone Macau. Dort fand auch im März 2015 die Verleihung im Venetian Theatre des Venetian Casion and Hotel statt. Damit war Macau bereits zum zweiten Mal Ort der Veranstaltung; zudem wurde die Verleihung ebenfalls zum zweiten Mal gemeinsam von den Filmfestivals in Hongkong, Busan und Tokio ausgerichtet.

## Jury
Vertreter der ehemaligen Kronkolonie Hongkong stellten mit knapp 30 % bzw. vier Posten die größte Gruppe innerhalb der 14-köpfigen Jury. Mit der Filmproduzentin und Filmregisseurin Mabel Cheung stellte Hongkong den Präsidenten der Jury. Die weiteren drei Mitglieder waren der Schauspieler und Sänger Aaron Kwok, die Filmkritikerin Clarence Tsui (The Hollywood Reporter) sowie Li Cheuk-To, der Künstlerische Leiter des Hong Kong International Film Festival.
Mit Japan und Südkorea entsandten zwei Länder je zwei Vertreter in die Jury: Tetsuya Bessho (Schauspieler und Gründer des Short Shorts Film Festival & Asia) und Kenji Ishizaka (Programmleiter des Tokyo International Film Festivals) respektive Huh Moonyung (Filmkritiker für Cine 21) und Kim Ji-seok (Busan International Film Festival).
Vier weitere Länder beteiligten sich mit je einem Mitglied an der Jury: Die Philippinen mit Ronald Arguelles (Leiter des Pay-TV-Senders Cinema One), Indonesien mit John Badalu (Gesandter für die Internationalen Filmfestspiele Berlin und das Internationale Filmfestival Shanghai), China mit Li Shaohong (Filmregisseurin) und Taiwan mit Jeane Huang (Leiterin des Taipei Film Festival).
Die europäischen Vertreter in der Jury waren Alberto Barbera aus Italien (Leiter des Nationalen Filmmuseums Turin sowie Direktor der Internationalen Filmfestspiele von Venedig) und Christian Jeune aus Frankreich (Internationale Filmfestspiele von Cannes).

## Preise
Im Vorfeld sammelte The Golden Era von Ann Hui mit fünf die meisten Nominierungen ein, jedoch nicht die für den besten Film. Auf den Plätzen folgten mit je drei Nominierungen die beiden chinesischen Filme Blind Massage und Feuerwerk am helllichten Tage (Black Coal, Thin Ice) sowie Haider aus Indien.
Von den 14 Preisen gingen schließlich sieben in die Volksrepublik China und zwei nach Hongkong. Bei einigen der Preise war kein Empfänger vor Ort, und mit The Raid 2 aus Indonesien war ein ausgezeichneter Film ganz ohne Repräsentant im Wettbewerb.

### Bester Film
Blind Massage, 
Feuerwerk am helllichten Tage (Black Coal, Thin Ice), 
Haider, 
Hill of Freedom, 
The Light Shines Only There, 
Ode to My Father, 

### Bester Regisseur
Ann Hui,  – The Golden Era
Vishal Bhardwaj,  – Haider
Lav Diaz,  – From What Is Before
Hong Sang-soo,  – Hill of Freedom
Lou Ye,  – Blind Massage China
Shin’ya Tsukamoto,  – Fires on the Plain

### Bester Schauspieler
Liao Fan,  – Feuerwerk am helllichten Tage
Choi Min-sik,  – Der Admiral – Roaring Currents
Ryo Kase,  – Hill of Freedom
Sean Lau,  – Overh3ard
Ethan Ruan,  – Paradise in Service
Takeru Satoh,  – Rurouni Kenshin: The Legend Ends

### Beste Schauspielerin
Bae Doona,  – Dohee – Weglaufen kann jeder (A Girl at My Door)
Gong Li,  – Coming Home
Kalki Koechlin,  – Margarita With A Straw
Rie Miyazawa,  – Pale Moon
Tang Wei,  – The Golden Era
Zhao Wei,  – Dearest

### Beste Nebendarsteller
Wang Zhiwen,  – The Golden Era
Chen Jianbin,  – Paradise in Service
Cho Jin-woong,  – A Hard Day
Hideaki Itō,  – Wood Job!
Qin Hao,  – Blind Massage

### Beste Nebendarstellerin
Chizuru Ikewaki,  – Soko nomi nite hikari kagayaku
Han Ye-ri,  – Haemoo
Haru Kuroki,  – The Little House
Tabu,  – Haider
Wan Qian,  – Paradise in Service

### Bester Newcomer
Zhang Huiwen,  – Coming Home
Chan Huai-yun,  – Meeting Dr. Sun
Do Kyung-soo,  – Cart
Hiroomi Tosaka,  – Hot Road
Ivana Wong,  – Golden Chicken 3

### Bestes Drehbuch
Diao Yinan,  – Feuerwerk am helllichten Tage (Black Coal, Thin Ice)
Kim Seong-hun,  – A Hard Day
Li Qiang,  – The Golden Era
Chaitanya Tamhane,  – Court
Ryo Takada,  –  The Light Shines Only There

### Bester Kamera
Zeng Jian,  – Blind Massage
Choi Chan-min,  – Kundo: Age of the Rampant
Dong Jinsong,  – Feuerwerk am helllichten Tage (Black Coal, Thin Ice)
Matt Flannery, Dimas Imam Subhono,  – The Raid 2
Ryuto Kondo,  – My Man

### Bestes Produktionsdesign
Liu Qing,  – Gone with the Bullets
Subrata Chakraborty, Amit Ray,  – Haider
Yuji Hayashida, Eri Sakushima,  – Over Your Dead Body
Park Il-hyun,  – Kundo: Age of the Rampant
Yi Zhenzhou,  – The Taking of Tiger Mountain

### Best Composer
Mikey McCleary,  – Margarita With A Straw
BCDMG,  – Tokyo Tribes
Cui Jian, Liu Yuan,  – Blue Sky Bones
Mowg,  – The Fatal Encounter
Zhang Yilin, Joe Hisaishi, Dou Peng, George Acogny, Shu Nan, , ,  – Gone with the Bullets

### Bester Schnitt
Gareth Evans,  – The Raid 2
Kim Chang-ju,  – A Hard Day
Kwong Chi-leung, Manda Wai,  – The Golden Era
Patrick Tam, Curran Pang,  – The Demon Within
Hiroshi Sunaga,  – One Third

### Beste Visuelle Effekte
Rick Sanders, Christoph Zollinger,  – Gone with the Bullets
Kang Jong-ik,  – Pirates – Das Siegel des Königs (The Pirates)
Kim Wook,  – The Taking of Tiger Mountain
Takashi Yamazaki,  – Parasyte: Part 1
Tong Ka-wai, Ken Law, Randy Tse, Lucky Tracy Hannah,  – The Midnight After

### Bestes Kostümdesign
William Chang Suk Ping,  – Gone with the Bullets
Isao Tsuge,  – Over Your Dead Body
Jeong Gyeong-hee,  – The Fatal Encounter
Kwon Yu-jin,  – The Taking of Tiger Mountain
Liang Tingting,  – Brotherhood of Blades

## Besondere Auszeichnungen
Den Lifetime Achievement Award als Auszeichnung für sein Lebenswerk erhielt der südkoreanische Filmemacher Im Kwon-taek.
Mit dem Excellence in Asian Cinema Award wurde die in Europa vor allem aus Ringu bekannte Schauspielerin und Sängerin Miki Nakatani ausgezeichnet.